# Cessna 152
El Cessna 152 es un avión de propósito general, de ala alta y tren de aterrizaje fijo en triciclo, utilizado principalmente para entrenamiento,  turismo y aviación privada. Entregado por primera vez en 1977 como modelo de 1978, el 152 nació como una modernización del ya consolidado diseño del avión Cessna 150. El 152 buscaba competir con los nuevos Beechcraft Skipper y Piper Tomahawk, los cuales habían sido presentados ese mismo año.
Al igual que el 150, la gran mayoría de los Cessna 152 fueron construidos en la factoría de la empresa en Wichita, Kansas, si bien algunos de ellos salieron de las instalaciones de la constructora francesa Reims Aviation como F152/FA152. Su producción cesó en 1985 junto con la del resto de aviones Cessna; por aquel entonces un total de 7584 unidades del 152 habían sido fabricadas, incluyendo las variantes A152 y FA152 Aerobat para su uso en patrullas acrobáticas.

## Diseño

### Célula
La célula del 152 está íntegramente construida en metal, siendo el fuselaje de un solo cuerpo. Principalmente se trata de aleación de aluminio 2024-T3, aunque algunos componentes tales como las puntas de las alas son de fibra de vidrio. Los planos de las alas forman con el fuselaje un ángulo diedro positivo de 1 grado.

### Planta motriz
Todos los Cessna 152 fueron equipados con un motor Lycoming O-235, a diferencia del 150, que montaba un Continental O-200-A en su versión estadounidense o un Rolls-Royce 0-240-A en la versión francesa. 
La nueva motorización del 152 no supuso solamente un aumento de potencia respecto del Cessna 150, sino también mayor compatibilidad con el nuevo carburante bajo en plomo 100LL. 
Los Cessna 152 producidos entre 1977 y 1982 fueron equipados con los Lycoming O-235-L2C que desarrollaban una potencia de 111 CV (82 kW) a 2550 RPM. Por problemas de depósitos con suciedad, fue sustituido en 1983 por el O-235-N2C de 110 CV (81 kW), el cual fue equipado con pistones y cámara de combustión de nuevo diseño para reducir el problema. El N2C fue empleado hasta el final de la producción en 1985.

### Controles de vuelo
El Cessna 152 está equipado con alerones diferenciales que oscilan hasta 20 grados hacia arriba y 15 hacia abajo, así como con flaps Fowler accionados eléctricamente y con un despliegue máximo de 30 grados; el timón puede moverse 23 grados a cada lado. Los elevadores oscilan entre 25 grados hacia arriba y 18 hacia abajo. El elevador derecho cuenta con un suplemento controlado con una pequeña ruedecilla (Compensador) en el centro de la consola de mandos. Este suplemento puede moverse desde 10 grados hacia arriba hasta 20 hacia abajo. Aunque ofertados como opción, la mayoría de los 152 disponen de doble mando.

### Tren de aterrizaje
El Cessna 152 está equipado con un tren de aterrizaje fijo en triciclo. La rueda delantera está conectada a la góndola del motor y cuenta con un amortiguador hidráulico para absorber los impactos normales durante el servicio, además de poder girarse 8 grados a cada lado.
El sistema de frenado es hidráulico, consiste en discos montados en el tren principal y es controlado con la parte superior de los pedales del timón. Además es posible usar frenado diferencial durante operaciones en tierra, permitiendo realizar giros muy precisos. 
Asimismo, el 152 cuenta con freno de estacionamiento, el cual es aplicado accionando los frenos de las ruedas y moviendo la palanca "Park Brake" hacia la izquierda del piloto. Realmente los frenos de las ruedas están desbloqueados, siendo la presión mantenida en el sistema la que frena el aparato. 
Los neumáticos estándar son los 600x6 en el tren principal y los 500x5 en la rueda delantera.

### Modificaciones
Las conversiones a taildragger tales como la 'Texas Taildragger' eran posibles y algunos de los 152 fueron modificados de ese modo. Esto suponía fortalecer el fuselaje para poder adelantar el tren de aterrizaje y suprimir la rueda delantera, así como fortalecer la zona de cola para poder montar la nueva rueda trasera. Esto mejoraba notablemente el rendimiento, aumentando la velocidad de crucero en 10 nudos. Las alas podían ser modificadas mediante diversos kits, que buscaban mejorar la velocidad de crucero, pero en mayor medida el rendimiento en operaciones STOL. El motor Lycoming de 111 CV podía ser modificado para proporcionar casi 30 CV más gracias al kit 'Sparrow Hawk'.

## Variantes
152
Avión ligero biplaza de turismo, equipado con tren de aterrizaje fijo triciclo, propulsado por un motor Lycoming O-235-L2C de 110 hp (82 kW), 6628 construidos.
A152 Aerobat
Avión biplaza con capacidad acrobática, 315 construidos.
F152
Model 152 construido por Reims, 552 construidos.
FA152 Aerobat
Model A152 construido por Reims, 89 construidos.

## Operadores militares
Argentina
- Gendarmería Nacional Argentina: operó tres desde 2004.[1]

 Bangladés
- Ejército de Bangladés: cuatro A152 Aerobat adquiridos en 1982.[2]

 Bolivia
- Fuerza Aérea Boliviana: 12 en servicio en 1987.[3]

 Botsuana
- Fuerza Aérea de Botsuana: dos A152.[4]

 Ecuador
 Gabón
- Fuerza Aérea de Gabón: un F152.[5]

 Lesoto
- Fuerza de Defensa de Lesotho: un A152.[6]

 México
- Armada de México: operó siete desde 1979.[7]

 Panamá
- Servicio Nacional Aeronaval

 Perú
- Ejército del Perú: Escuela de Aviación del Ejército operó tres cessna 152-II desde 1991 hasta 2015, actualmente opera dos.

## Especificaciones

### Características generales
- Tripulación: 1 piloto.
- Capacidad: 1 pasajero.
- Longitud: 7,3 m (24 ft)
- Envergadura: 10,3 m (33,8 ft)
- Altura: 2,6 m (8,5 ft)
- Superficie alar: 14,9 m² (160,4 ft²)
- Peso vacío: 500 kg (1102 lb)
- Peso máximo al despegue: 757 kg (1668,4 lb)
- Planta motriz: 1× motor de cuatro cilindros opuestos refrigerado por aire Lycoming O-235-L2C.
  - Potencia: 82 kW (110 HP; 112 CV)
- Hélices: 1× bipala por motor.

### Rendimiento
- Velocidad nunca excedida (Vne): vne 149
- Velocidad máxima operativa (Vno): 202 km/h (125 MPH; 109 kt)
- Velocidad de entrada en pérdida (Vs): Vs 40
- Alcance: 768 km (415 nmi; 477 mi)
- Alcance en combate: km
- Techo de vuelo: 4480 m (14 698 ft)
- Régimen de ascenso: 3,6 m/s (715 ft/min)